# 霍頓鎮區 (密歇根州奧格莫縣)
霍頓鎮區（英語：Horton Township）是位於美國密歇根州奧格莫縣的一個行政鎮區。

## 地方資料
霍頓鎮區的面積為92.59平方千米，當中陸地面積為91.84平方千米，而水域面積為0.75平方千米。根據2020年美國人口普查的數據，當地共有人口902人，而人口密度為每平方千米9.74人。